# Concerto pour piano de Khatchatourian
Pour les articles homonymes, voir Concerto pour piano (homonymie).

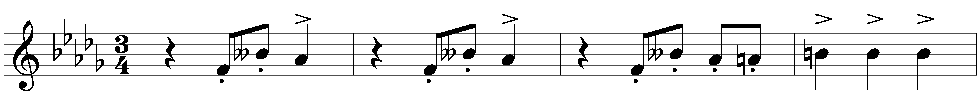
Thème d'ouverture du premier mouvement.

Le Concerto pour piano en ré bémol majeur d'Aram Khatchatourian, op. 38, a été composé en 1936. C'est la première œuvre à faire reconnaître le compositeur dans les pays de l'Ouest et elle entre immédiatement dans le répertoire de plusieurs pianistes célèbres.

## Histoire
Ce Concerto pour piano est le premier de trois ouvrages que compose Khatchatourian pour les membres du trio avec piano soviétique qui ont joué ensemble de 1941 à 1963. Les autres œuvres sont le Concerto pour violon pour David Oïstrakh, en 1940 et le Concerto pour violoncelle pour Sviatoslav Knouchevitski en 1946.
Le Concerto pour piano en ré bémol majeur est composé pour Lev Oborine qui le crée à Moscou le 12 juillet 1937 avec l’Orchestre philharmonique de Moscou sous la direction de Lev Steinberg. Cette première a ciel ouvert, a tournée en catastrophe : en raison du vent, la partition du pianiste, posée sur un piano droit, s'est envolée.
La création britannique date du 13 avril 1940 au Queen's Hall à Londres, avec la pianiste Moura Lympany, choisie après le refus de Clifford Curzon, sous la direction d'Alan Bush,. La première américaine a lieu le 14 mars 1942 avec Maro Ajemian à la Juilliard School à New York sous la direction d'Albert Stoessel (en).

## Structure
Ce concerto est en trois mouvements.
- Le premier, Allegro ma non troppo e maestoso, utilise beaucoup le thème basé sur les trois notes fa, Si  et La .
- Le deuxième mouvement, Andante con anima, est une des rares pièces de musique classique à utiliser le flexatone. Mais le compositeur pensait originellement à la scie musicale qui sonne « fluide, mélodique et éthéré », alors que « le flexatone ne fait qu’un bruit de ferraille »[2].
- Le troisième mouvement, Allegro brillante, termine passionnément le concerto.

## Enregistrements
Le concerto est enregistré pour la première fois pour Decca, en 1945 par Moura Lympany et l'Orchestre symphonique de Londres (direction Anatole Fistoulari) et elle le réenregistre en 1952. En 1946, c'est la gravure de William Kapell avec l'Orchestre symphonique de Boston, sous la baguette de Serge Koussevitzky (RCA). L'enregistrement est un succès et Kapell est associé au concerto, au point que le pianiste est souvent appelé Khachaturian Kapell par les critiques. 
Outre son disque officiel avec le compositeur lui-même en 1958, il est enregistré par son créateur et dédicataire Lev Oborine, lors d'un concert à Prague avec Ievgueni Mravinski, qui, pour une fois, dirige l'Orchestre philharmonique tchèque (1er juin 1946, Praga). Yakov Flier, soutenu par Kirill Kondrachine l'enregistrent en 1963 pour Melodiya.
En occident, dès 1950, Oscar Levant et Dimitri Mitropoulos l'enregistrent à New York pour Columbia ; en 1958, c'est Mindru Katz et Boult qui le gravent pour HMV ; en 1959, c'est Peter Katin et Hugo Ringold à la tête du symphonique de Londres pour le label Everest et à la même époque, Antonín Jemelík et le chef Alois Klíma (cs) le gravent pour Supraphon. Pour Eterna, la pianiste Mirka Pokorná (cs) l'enregistre avec Horst Förster à Dresde, en juillet 1964. Lorin Hollander, le Royal Philharmonic Orchestra sous la direction d'André Previn, le gravent pour RCA (1965).
Plus récemment, Philippe Entremont et Seiji Ozawa le grave pour CBS/Sony (1971) et Alicia de Larrocha (mai 1972, Decca), avec Rafael Frühbeck de Burgos. Puis Constantine Orbelian (en) sous la direction de Neeme Järvi (1987, Chandos) ; Oxana Yablonskaya à Moscou, avec Dmitri Yablonsky pour Naxos (1985, réédition Concertos pour piano Russes Brilliant Classics, CD 6) ; Boris Berezovsky, Dora Seviarian-Kuhn, sous la direction de Loris Tjeknavorian (ASV).
En un concert notons celui de Daniil Trifonov avec l'Orchestre philharmonique de New York, dirigé par Alan Gilbert. Les derniers disques parus sont Xiayin Wang, avec Peter Oundjian (2015, Chandos) ; Stepan Simonian (de) (2018, CPO), Iyad Sughayer et Andrew Litton (2021, BIS) et Jean-Yves Thibaudet, avec Gustavo Dudamel (2024, Decca), où le flexatone est remplacé par la scie musicale dans ces deux dernières gravures.